# 輪入道 (ラッパー)
輪入道（わにゅうどう、1990年2月7日 - ）は、千葉県出身のラッパー。インディーズHIPHOPレーベル「GARAGE MUSIC JAPAN (ガレージミュージックジャパン)」主宰。数々のMCバトルの大会で優勝し、その名を全国区にする。テレビ朝日系「フリースタイルダンジョン」2代目モンスターとして出演。代表曲「徳之島」など、ハードに感じられるキャラクターとは裏腹に叙情的なリリックを描き出す。
MCネームである輪入道は、妖怪の輪入道から付けられた。

## 来歴
2007年に活動を開始。
千葉CLUB BELT（現・千葉LOOM LOUNGE）のREPRESENT MC BATTLEに17歳で出場して優勝し、ラップをはじめて4ヶ月で賞金20万円を手にした。
2008年、関東各地のクラブイベントに出演。年間131本に及ぶライブショーケースをフリースタイルのみで敢行。
2009年「B-BOY PARK」にLIVE出演。
2010年、MC鬼と鬼一家率いる赤落プロダクションに最年少で所属。2012年の脱退まで活動を共にした。
2013年、自身主宰のレーベル「GARAGE MUSIC JAPAN」を立ち上げ1stアルバム「片割れ」をリリース。
2014年、核MIXやB-BOY PARK FINAL、罵倒 GRAND CHAMPION SHIPなど各地のMCバトルにおいて6大会連覇を成し遂げた。年間で合計9大会優勝。
2015年、BSフジの討論番組「長渕炎陣」へ出演。その経緯から「長渕剛10万人オールナイト・ライヴ 2015 in富士山麓」のステージに立った。
2016年、テレビ朝日「フリースタイルダンジョン」にチャレンジャーとして初登場。都選挙管理委員会主催のイベント「TOHYO都」でのLIVE、テレビ番組「ヨッ！あんたが大賞！」や「NOGIBINGO!」へも出演。
2017年初頭「KING OF KINGS」で準優勝、翌月に2ndアルバム「左回りの時計」をリリース。収録曲の「徳之島」は7inchシングルも展開した。
自主企画のネット番組「わにゅう道場」をスタート、千葉で開催されたアルバムリリースパーティーも同番組で生配信を行う。WREPで開始されたラジオ番組「渋谷WREP学園」にて初のレギュラーラジオ出演。
また「フリースタイルダンジョン」第二期の新モンスター決定、年末の特番ではDOTAMA・mu-tonとタッグを組んだ「チーム輪入道」として優勝をおさめ賞金300万円を獲得。
2018年、地元千葉を代表するラジオ局bay fmにて自身の冠番組「暴走ぱんちらいん」がスタート。
同時期にスマホアプリゲーム「覇道任侠伝」とのタイアップによる楽曲とPV制作を指揮し、参加メンバーと共に5月開催された「Tokyo Street Collection」にて1万人の前でLIVEを披露した。
同月にbay fmとのコラボイベント「SEASIDE HOOD」、自身初となる東京での主催イベント「暴道祭」を渋谷O-WESTにて開催。
2019年2月、自身初となる客演集アルバム「助太刀」3月には3rdアルバム「HAPPY BIRTHDAY」をリリース。
7月にはプロ野球の千葉ロッテマリーンズからオファーを受け応援歌を制作。千葉市の市外局番「043」の背番号のピンストライプユニフォームでZOZOマリンスタジアムでのライブも敢行した。
10月、2年間看板を背負ったフリースタイルダンジョン2代目モンスターを卒業。最初で最後の６人によるマイクリレーEP「2代目THE EP」をリリース。
2020年3月CLUB CITTA'川崎「真・ADRENALINE」にて優勝、その２日後にdj honda、DJ OASISらを招いた1年ぶりとなるNew Album「光」をリリース。
同年4月、コロナ禍において自身の想いを綴った楽曲「希望 / ~別所キミヱ×輪入道~」をリリース。また、6月には東京のCLUB VUENOSが閉店を余儀なくされる中、残された系列店clubasiaへのチャリティーとして「VUENOS feat.般若」を発表。同楽曲はワンウェイでR-指定をはじめ数多くのアーティストに歌われ、VUENOSというCLUBを広く語り継いでいる。
7月には「フリースタイルダンジョン」に次ぐ形としてスタートした「フリースタイルティーチャー」に出演。
観客を入れてのLIVEが出来ない状況を受けて、7月10日に配信LIVE「覚悟決めたら」を企画し、初のワンマン形式でclubasiaのステージにてLIVEを行う。
自叙伝「俺はやる」を発売。自身の半生を赤裸々に書き記し、Amazonのアーティスト評伝で1位を獲得した。本の発売に合わせて「堅気」をリリース。
10月に「凱旋MCbattle 東西選抜秋ノ陣2020」に「真・ADRENALINEチーム」として参加し優勝。同月に大阪で開催された韻踏合組合主催のMCバトル「ENTER」も優勝し、12月に同じく韻踏合組合主催のMCバトル「SPOTLIGHT2020」にて優勝。
年末に開催されたUMB2020ではベスト8、2021年に開催されたKING OF KINGSではベスト4。
2021年2月ぴあアリーナMMでの「凱旋MC Battle」にて優勝、10月にはRed Bullが主催する「Red Bull 韻 DA HOUSE 2021」で優勝し初代日本チャンピオンとなった。
1stアルバムリリース及びGARAGE MUSIC JAPAN立ち上げから10年目になる2023年、5th album「朝が満ちる」をリリース。
2024年自身の故郷である千葉市美浜区真砂で、バンドとダンサーを迎え客演・MC無しおよそ2時間のワンマンライブを行った。
ラッパーとしてアメリカやスペインにも訪問し、日本語ラップの枠を超えた活動を展開。
2025年2月5日には6枚目のアルバムとなる「白蛇」をリリース。プロデュース陣にDJ YUTAKA、Kaztake Takeuchi、ojibah (SD JUNKSTA)、Yuto.com、BENXNI (STAR KIDS) などが参加。独自路線のHIPHOPを発信し続けている。

## 楽曲（アルバム）
1st アルバム「片割れ」発売日: 2013年9月18日 
- 自分になれ Prod by D-EARTH
- 叩き上げ Prod by DJ OLDFASHION
- 一家の血脈 Prod by Mr.Cerebro
- 片割れ Prod by D-EARTH
- 地元でもう一杯 Prod by D-EARTH
- ゆうがた Prod by salty
- マシンガン Prod by D-EARTH
- 宮崎台 Prod by salty
- クソアナル野郎 Prod by D-EARTH
- 覚悟決めたら Prod by DJ 松永

2ndアルバム『左回りの時計』発売日: 2017年2月22日 
- so dark Prod by Yuto.com™
- 焦燥 Prod by salty
- 俺はやる Prod by Yuto.com™
- my friend Prod by salty
- rainy day Prod by Yuto.com™
- four seasons Prod by Yuto.com™
- Good-bye Prod by salty
- モラトリアム Prod by salty
- HOLIDAY Prod by salty
- 徳之島 Prod by Yuto.com™
- 左回りの時計 Prod by salty
- DANCE Prod by salty

3rdアルバム『HAPPY BIRTHDAY』発売日: 2019年3月20日
- 霜柱 Prod by FReECOol
- UNDERGROUND ROOTS feat. Zeebra Prod by berabow beats
- 函館夢花火 Prod by Yuto.com™&Kiwy
- TRAVEL Prod by MIDO
- YELL feat. eill Prod by maria segawa
- 時代を超えて feat. 北斗 Prod by ウエノレイ
- 青春 Prod by Yuto.com™
- RISK feat. N0uTY Prod by FReECOol
- 自業自得 Prod by FReECOol
- HAPPY BIRTHDAY Prod by FReECOol
- BACK RUN Prod by FReECOol
- ALIVE feat. GADORO Prod by DJ SOULJAH
- BLACK Prod by salty

4thアルバム『HAPPY BIRTHDAY』発売日: 2020年3月25日
- 1. Meltdown Prod by MUMA
- 2. Exit Prod by zipsies
- 3. 壱目 Prod by Maria Segawa
- 4. 光 Prod by Ekayim
- 5. 母ちゃん Prod by dj honda
- 6. Dream Prod by DJ OASIS
- 7. Ring Prod by SAN DAVID
- 8. 帰り道 Prod by salty
- 9. 日陰者 feat. 鬼火 Prod by DIGITAL NINJA 774
- 10. Intersection (Track by salty)
- 11. Skateboard Prod by zipsies
- 12. Solo Prod by yamashiro keisaku

5thアルバム『朝が満ちる』発売日: 2023年8月4日
- 1. イデア Prod by スギヤマタクヤ
- 2. Rebel Prod by FReECOol
- 3. Corner Prod by FReECOol
- 4. Freestyle Bayside Prod by 呼煙魔
- 5. すねこすり Prod by JOE IRON
- 6. Spit Prod by MIDO
- 7. 朝が満ちる Prod by Salty
- 8. 新芽 Prod by SAN DAVID
- 9. 夜明け前 Prod by FReECOol
- 10. 祈る Prod by Laugh & Kumagai Maya
- 11. 信善 Prod by JASON X
- 12. 言霊 Prod by Uka Death Audio
- 13. シオン Prod by スギヤマタクヤ

6thアルバム『白蛇』発売日: 2025年2月5日
- 1.龍雲 Prod by Salty
- 2.PINK ELEPHANT Prod by BENXNI
- 3.Mother Earth feat.Mc Mystie & Keyco with Motoharu Prod by Tsuyoshi Torii a.k.a. DJ SOUL-T
- 4.Summer Roots feat.亜矢 Prod by OJIBAH
- 5.いてね Prod by DJ YUTAKA
- 6.煙る Prod by Kaztake Takeuchi
- 7.渇欲 Prod by Kaztake Takeuchi
- 8.波動 feat.PONEY Prod by DJ YU
- 9.無我 Prod by 亮主桂
- 10.スイッチ Prod by Kaztake Takeuchi
- 11.白蛇 Prod by Yuto.com™

客演集アルバム『助太刀』発売日: 2019年2月20日
- 1. 輪入道 / 27才のリアル ※初CD化
- 2. DJ Deckstream / You Only Live Once feat.漢 a.k.a. GAMI & 輪入道
- 3. 焚巻 / トウキョウジャズ feat. 輪入道
- 4. 輪入道 feat. 鬼 / チンピラ ※2009年録音の未発表曲
- 5. 輪入道 feat. 伊集院幸希 / コンクリート・ブルース (THTyCh mix) ※未発表リミックス
- 6. 輪入道 / CHANCE'S ※伝説のロックンロール・バンド、クールスのトリビュート曲
- 7. SHUN / Day By Day feat. POCKY, 菊丸, ACE&HIDE from Sound Luck, 輪入道
- 8. 押忍マン / 夜明けまで feat. 輪入道 ※MV公開中
- 9. GADORO / 真っ黒い太陽 feat. 輪入道 ※MV公開中
- 10. 輪入道 feat. RAW-T / HUNGRY DAYS ※アルバム未収録曲
- 11. 十影 feat. 輪入道, UZI / ゲゲゲの東京 ※MV公開中
- 12. NATURAL VYBZ / Natural Born Dancers feat. J-REXXX, JUMBO MAATCH, Likkle Mai & 輪入道 ※初CD化
- 13. 大〈オロチ〉蛇 feat. DELI, 輪入道 & 亜矢 / Neva Change ※MV公開中
- 14. 輪入道 / 板橋(2018.9.8地域活性化) ※未発表曲
- 15. ACE / 朧月～三つ巴～ feat. R-指定, 輪入道 ※MV公開中
- 16. 輪入道 / 徳之島 (FReECOol REMIX) ※未発表リミックス
- 17. 輪入道 × DOTAMA × mu-ton / TAG SHIT ※MV公開中、初CD化
- 18. 裂固 feat. 輪入道 / Coast to coast

## 楽曲（シングル）
- コンクリート・ブルース / 自作自演　発売日：2017年8月9日
- TAG SHIT　輪入道×DOTAMA×mu-ton　発売日：2018年2月1日
- 27才のリアル　発売日：2018年2月6日
- 覇道任侠伝 仁義の絆　輪入道、押忍マン、SIMON JAP、十影、CIMA　発売日：2018年5月3日
- 希望 ～別所キミヱ×輪入道～　発売日：2020年4月22日
- VUENOS feat. 般若　発売日：2020年5月31日
- 答え合わせ　発売日：2020年8月31日
- 堅気 / SPEED　発売日：2020年9月4日
- 流れ者　BAYHOOD、NANJAMAN、十影、輪入道　発売日：2020年10月30日
- 働く男 feat. N0uTY　発売日：2021年7月21日
- すねこすり　発売日：2021年10月3日
- 信善　発売日：2021年10月10日
- 泥沼　発売日：2022年1月21日
- 落陽 (Remix)　発売日：2022年5月7日
- 音の薬草　LIBRO、SGW、輪入道、BAMBOO & LAUGH　発売日：2022年9月17日
- 余裕　舟平 & 輪入道　発売日：2023年7月8日
- 精進　発売日：2024年1月1日
- 総ノ國～フサノクニ～　発売日：2024年5月10日
- 新撰組 feat. Pepper Osaka　発売日：2024年7月20日
- Summer Roots feat. 亜矢　発売日：2024年9月15日
- 龍雲　発売日：2024年12月30日

## 書籍
- 輪入道自伝「俺はやる」　発売日：2020年9月3日

## MCバトル　主な戦歴
THE 罵倒
- THE 罵倒 2012 千葉予選（優勝）
- THE 罵倒 2013 下町予選（優勝）
- THE 罵倒 GRAND CHAMPION SHIP 2012（準優勝）
- THE 罵倒 GRAND CHAMPION SHIP 2013（優勝）
- THE 罵倒 GRAND CHAMPION SHIP 2014（優勝）
- THE 罵倒 GRAND CHAMPION SHIP 2016（優勝）
- THE 罵倒 GRAND CHAMPION SHIP 2018（優勝）

ULTIMATE MC BATTLE
- ULTIMATE MC BATTLE 2011 千葉予選（優勝）
- ULTIMATE MC BATTLE 2013 千葉予選（優勝）
- ULTIMATE MC BATTLE 2014 千葉予選（優勝）
- ULTIMATE MC BATTLE 2018 千葉予選（優勝）
- ULTIMATE MC BATTLE 2018（ベスト4）
- ULTIMATE MC BATTLE 2020 THE CHOICE IS YOURS vol.4（準優勝）

KING OF KINGS
- KING OF KINGS 2016（準優勝）
- KING OF KINGS 2020 FINAL（ベスト4）

SPOTLIGHT / ENTER
- ENTER MC BATTLE 2017（優勝）
- SPOTLIGHT 2020（優勝）
- SPOTLIGHT 2022 関東編（優勝）
- SPOTLIGHT 2023 関東編（優勝）

凱旋MC Battle
- 凱旋MC Battle 秋ノ陣2020 (3on3) （輪入道、SIMON JAP、真ACE）（優勝）
- 凱旋MC Battle 2021 SPECIALアリーナの陣（優勝）
- 凱旋MC Battle 2022 春のMC BATTLE三連祭（優勝）
- 凱旋MC battle THE GIANT KILLING 2024（準優勝）

 真 ADRENALINE / ADRENALINE
- ADRENALINE MC BATTLE 2014（ベスト4）
- ADRENALINE MC BATTLE 2016（優勝）
- 真ADRENALINE ABEMAノ乱（ベスト4）
- 真ADRENALINE 2020（優勝）
- 真 ADRENALINE -ROAD TO KOK-（優勝）

Red Bull
- Red Bull 韻 DA HOUSE 2021（優勝）
- Red Bull Roku Maru 2024（優勝）

口喧嘩祭
- 口喧嘩祭special（準優勝）

B BOY PARK
- B BOY PARK 2010 U20 MC BATTLE（ベスト4）
- B BOY PARK 2014 MC BATTLE（優勝）

そのほかのMCバトル
- MC BATTLE part3（優勝）
- REPRESENT MC BATTLE 2007（優勝）
- 鏖 -MINAGOROSI- MC BATTLE vol.5 （優勝）
- PROPS 藤沢北口サンパール杯 MC BATTLE（優勝）
- TALIB KWELI TOKYO BOMB（優勝）
- MC BATTLE PhantoMile SEASON Ⅱ （優勝）
- Monster Hunter（Monster:輪入道）vol.1（優勝）
- BACHIBACHI MC BATTLE vol.4（優勝）
- 核MIX × THE 罵倒（優勝）
- Warugaki☆G.P~mc battle~vol.13（優勝）
- PRIDE MC BATTLE vol.4 (優勝)
- 胎動 MC BATTLE（優勝）
- MICMANIA MC BATTLE（優勝）
- DELUX RELAX MC BATTLE（優勝）
- 山人音楽祭 - 山人MC BATTLE 2018（優勝）
- 長野CLUB Earth「G.W.1」2024（優勝）

## 出演
- レギュラーラジオ『輪入道の暴走ぱんちらいん』
- レギュラー冠番組『わにゅう道場』[2]毎週水曜日　※現在は終了
- レギュラーラジオ『渋谷WREP学園』金曜日担当[3]　※現在は卒業
- BSフジの討論番組「長渕炎陣」
- 長渕剛 10万人オールナイト・ライヴ 2015 in 富士山麓
- 「ラッパーに噛まれたらラッパーになるドラマ」(2019年7月12日・13日、テレビ朝日系列) - ゾンビ 役
- レッドアイズ 監視捜査班 第1話（2021年1月23日、日本テレビ） - 容疑者 役[4]
- 飯を喰らひて華と告ぐ 第3話（2024年7月23日、MXテレビ） - 竜巻先輩 役[5]
- 「瀬戸建設株式会社」TV CM出演
- 「アース製薬株式会社・Damon (マウスウォッシュ)」WEB CM出演